# Người dùng đã đăng ký
Người dùng đã đăng ký là người dùng của trang web, chương trình hoặc hệ thống khác đã đăng ký trước đó . Người dùng đã đăng ký thường cung cấp một số loại thông tin đăng nhập (như tên người dùng hoặc địa chỉ email và mật khẩu) cho hệ thống để chứng minh danh tính của họ: quá trình này được gọi là đăng nhập. Các hệ thống dành cho công chúng thường sử dụng thường cho phép bất kỳ người dùng nào đăng ký đơn giản bằng cách chọn chức năng đăng ký và cung cấp các thông tin đăng nhập lần đầu tiên. Người dùng đã đăng ký có thể được cấp đặc quyền ngoài những quyền được cấp cho người dùng chưa đăng ký.

## Cơ sở lý luận
Đăng ký và đăng nhập người dùng cho phép một hệ thống cá nhân hóa chính nó. Ví dụ, một trang web có thể hiển thị một biểu ngữ chào đón với tên của người dùng và thay đổi bề ngoài của nó hoặc hành vi theo sở thích chỉ định bởi người sử dụng. Hệ thống cũng có thể cho phép người dùng đăng nhập gửi và nhận tin nhắn cũng như xem và sửa đổi các file cá nhân hoặc thông tin khác.

## Chỉ trích

### Mối lo ngại về tính riêng tư
Đăng ký nhất thiết phải cung cấp nhiều thông tin cá nhân cho một hệ thống hơn những gì nó có. Ngay cả khi thông tin đăng nhập được sử dụng là vô nghĩa, hệ thống có thể phân biệt người dùng đã đăng nhập với người dùng khác và có thể sử dụng thuộc tính này để lưu trữ lịch sử hành động hoặc hoạt động của người dùng, có thể mà không cần biết hoặc đồng ý. Mặc dù nhiều hệ thống có chính sách quyền riêng tư, tùy thuộc vào bản chất của hệ thống, người dùng có thể không có bất kỳ cách nào để biết chính xác thông tin nào được lưu trữ, cách sử dụng và với ai, nếu có ai, nó được chia sẻ. Một hệ thống thậm chí có thể bán thông tin mà nó đã thu thập về người dùng của mình cho các bên thứ ba để quảng cáo hoặc cho các mục đích khác. Chủ đề về tính minh bạch của hệ thống trong vấn đề này là một trong những cuộc tranh luận đang diễn ra .

### Sự bất tiện của người dùng
Đăng ký có thể được coi là một sự phiền toái hoặc cản trở, đặc biệt là nếu nó không cần thiết hoặc quan trọng (ví dụ, trong bối cảnh của một công cụ tìm kiếm) hoặc nếu hệ thống liên tục nhắc nhở người dùng phải đăng ký. Quá trình đăng ký của hệ thống cũng có thể tốn thời gian hoặc yêu cầu người dùng cung cấp thông tin mà họ có thể không muốn tiết lộ, chẳng hạn như địa chỉ nhà hoặc số an sinh xã hội.